# Ntcham jezik
Ntcham jezik (ISO 639-3: bud;  basar, basare, basari, bassar, bassari, natchamba, ncham, tobote), jedan od dva nigersko-kongoanska jezika gurmaske podskupine ntcham, kojim govori 100 000 ljudi u Togou (1993 SIL) i 57 000 u Gani (2004 SIL).
U Togou ima četiri dijalekta ncanm, ntaapum, ceemba i linangmanli i u Gani 1, bitaapul. Na području Togoa, u upotrebi je i francuski [] ili konkomba [xon].

## Vanjske poveznice
- Ethnologue (14th)
- Ethnologue (15th)